# Aiguille de la Bérangère
L'Aiguille de la Bérangère (3.425 m s.l.m.) è una montagna del Massiccio di Trélatête nelle Alpi Graie. Si trova in Francia (Alta Savoia) non lontano dal confine con l'Italia.

## Caratteristiche

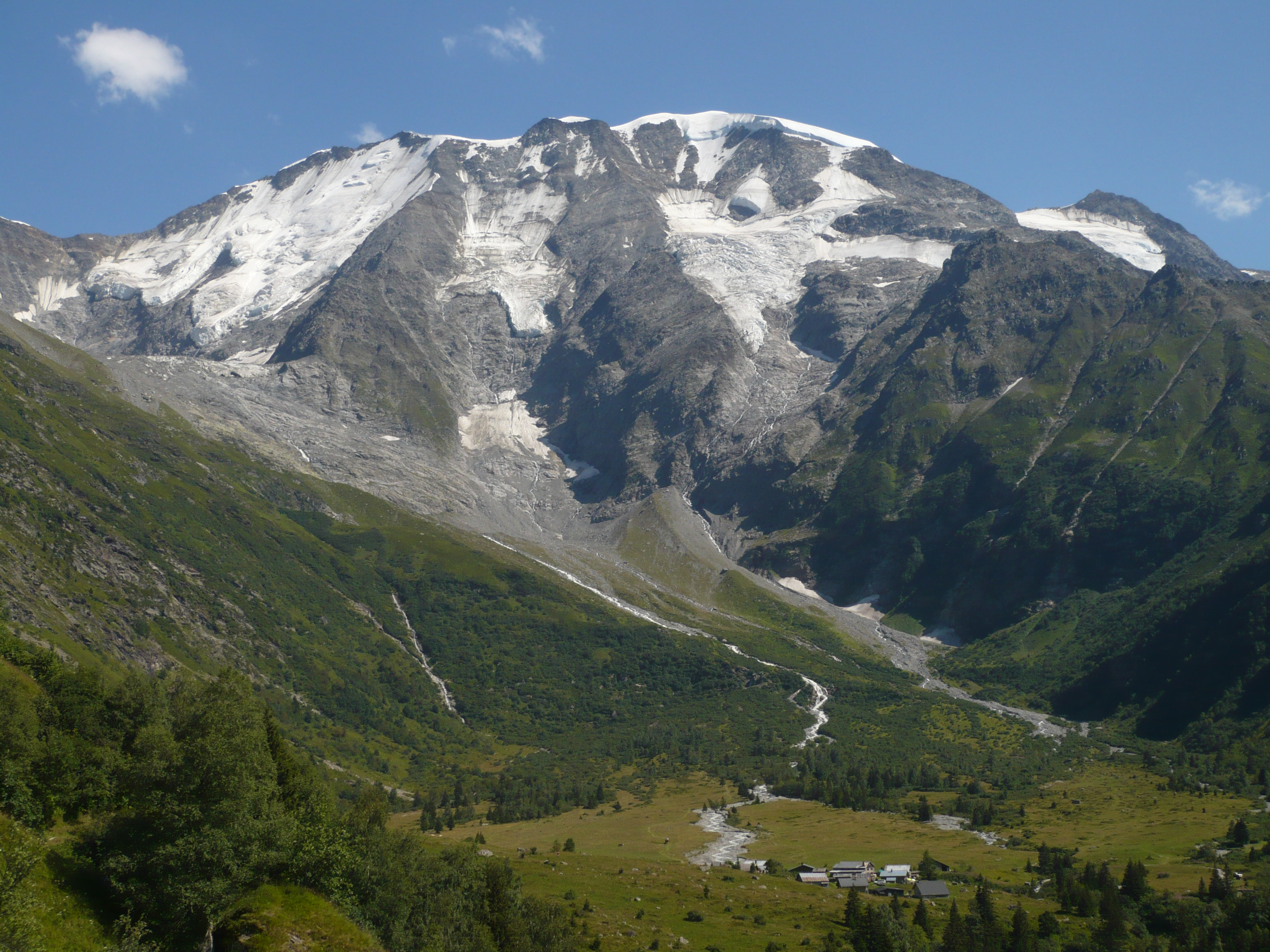
L'Aiguille de la Bérangère a destra; i Dômes de Miage al centro ed il Col de Miage a sinistra. Visuale da nord-ovest.

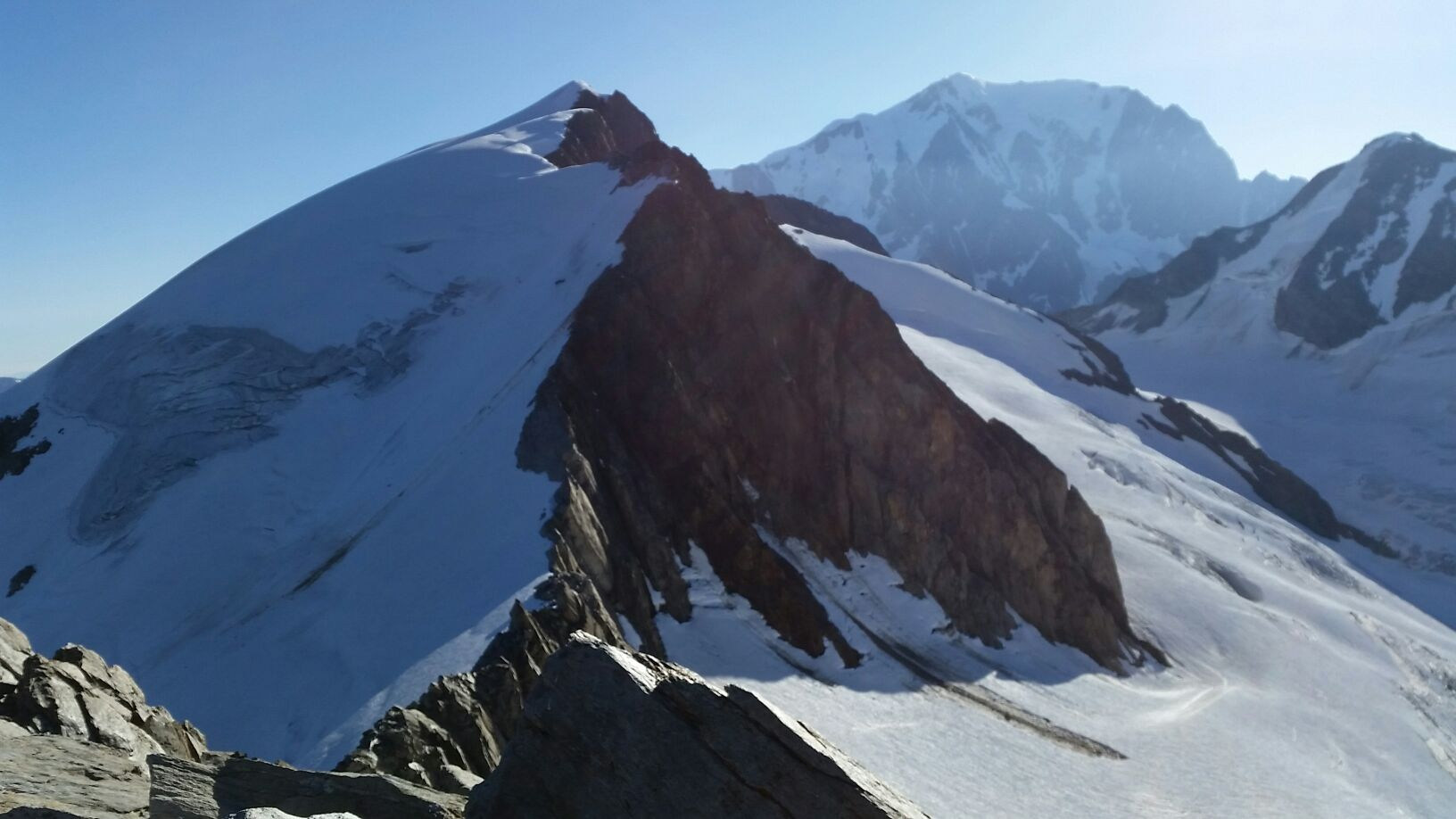
Aiguille de la Bérangère vista dalla vetta sui Dômes de Miage e sul Monte Bianco

La montagna si trova lungo la cresta che partendo dai Dômes de Miage scende in direzione sud-ovest. Talvolta la montagna viene considerata come una delle vette dei Dômes; il Col de la Bérangère (3.348 m) la separa dai Dômes.

## Salita alla vetta
Si può salire sulla montagna partendo dal Rifugio des Conscrits (2.580 m).